# Dariusz Odija
Dariusz Odija (ur. 13 stycznia 1960 w Słupsku) – polski aktor teatralny, filmowy, dubbingowy i telewizyjny, dziennikarz i prezenter radiowy i telewizyjny oraz lektor.
Ukończył w 1983 roku warszawską PWST. Obecnie gra w Teatrze Rampa. Wcześniej prowadził listę przebojów 30 Ton w TVP2. Był także głosem programu „Jazda kulturalna” w TVP2 między 2000 a 2004 rokiem. W latach 1996–2010 był lektorem zapowiadający programy w HBO.

## Filmografia
- 2019: 39 i pół tygodnia – starszy Pan w szpitalu (odc. 9)[1]
- 2009: Ojciec Mateusz – patolog (odc. 25)
- 2009: Na Wspólnej – dziekan (odc. 1062–1063, 1071, 1087)
- 2008: Pitbull – klient (odc. 23)
- 2008: Barwy szczęścia – lekarz (odc.123–124)
- 2006: Pogoda na piątek – Włodzimierz Podolak
- 2006: Kryminalni – Damian Auguścik (odc. 46)
- 2005: Spadek
- 2004: Dziupla Cezara – komisarz Borek (odc. 6)
- 2002–2003: Psie serce – jeden z psów (głos, odc. 15)
- 1999–2006: Na dobre i na złe – Bolecki, ojciec Łukasza (odc. 38)
- 1998–2003: Miodowe lata – Franz (odc. 95)
- 1997: Młode wilki 1/2 – „Czarny” (głos)
- 1997–2006: Klan – Mścisław Kozub, dyrektor LVI Liceum Ogólnokształcącego im. Tetmajera
- 1995: Młode wilki – „Czarny” (głos)
- 1995: Cyrkowa pułapka – Bromke
- 1993: Tajemnica trzynastego wagonu – Stary Skaut
- 1992: Żegnaj, Rockefeller − urzędnik (odc. 3)
- 1992: Psy – Zenon Słaby
- 1992: Tajna misja – policjant
- 1992: Wiatr ze wschodu – członek bandy napadającej na hotel
- 1991: Panny i wdowy (odc. 2)
- 1990: Superwizja – agent Super Wizji
- 1986: Zmiennicy – Skoczylas (odc. 4)

## Dubbing
- 2023: ACME Aprilis – Kurak Leghorn (odc. 3)
- 2022: Królik Bugs: nowe konstrukcje – George P. Dłubek (odc. 4)
- 2020: Zwariowane melodie: Kreskówki –
  - Kurak Leghorn (odc. 24a, 34b, 42b, 47b, 58b, 68a),
  - Psy (odc. 25a),
  - Sędzia (odc. 26a),
  - Lew górski (odc. 26b),
  - Owczarek Sam (odc. 28b),
  - Orzeł (odc. 41a)
- 2019–nadal: Apex Legends – Revenant
- 2018–nadal: Ulica Dalmatyńczyków 101 – Doug
- 2016–nadal: Rick i Morty (pierwsza wersja dubbingowa) –
  - komentator (odc. 15),
  - Frankenstein (odc. 15),
  - prezydent USA (odc. 16, 31),
  - dr Buldogul (odc. 19),
  - Terry Mason (odc. 20)
- 2015–2019: Królik Bugs: serial twórców Zwariowanych melodii – Kurak Leghorn
- 2015: Wiedźmin 3: Dziki Gon – Gaunter o’Dim
- 2015: Heroes of the Storm – Malfurion Stormrage
- 2014: Po drugiej stronie muru – Bestiusz
- 2013: Wojownicze Żółwie Ninja – Shredder / Oroku Saki
- 2012–2014: The Looney Tunes Show – Kurak Leghorn
- 2012: Risen 2: Mroczne wody
- 2011: MotorStorm
- 2011: Wiedźmin 2 – król Henselt
- 2011: Generator Rex –
  - Biały Rycerz,
  - Trey (odc. 28, 39)
- 2011: Sezon na misia 3 – Ian
- 2010: Podróże Guliwera – Kapitan Blefuscan
- 2010: Biała i Strzała podbijają kosmos
- 2010: Dragon Age: Początek – Przebudzenie – Oghren
- 2010: Ja w kapeli – Ernesto Silniesto (odc. 2, 14)
- 2009: Buzz! Świat quizów – lektor czytający pytania
- 2009: Dragon Age: Początek – Oghren
- 2009: Transformers: Zemsta upadłych – Optimus Prime
- 2008: Cziłała z Beverly Hills – Vasque
- 2008: Niezwykła piątka na tropie – Ed Gamtiban
- 2007: Dr Who: Poszukiwanie nieskończoności – Baltazar
- 2007: Przygody Sary Jane – Graske
- 2007: Fineasz i Ferb – major Francis Monogram
- 2007: Ben 10: Wyścig z czasem – Inferno
- 2007: Ben 10: Tajemnica Omnitrixa – Inferno
- 2006: Ruby Gloom – Pan Biały
- 2006: Power Rangers: Mistyczna moc – Daggeron
- 2006: H2O – wystarczy kropla – Don Sertori (odc. 1–39, 53–55)
- 2006: Yin Yang Yo! – Mikołaj
- 2006: Kapitan Flamingo –
  - tata Rutgera,
  - tata Sanjaya,
  - prawnik (odc. 29b),
  - pan Baxter (odc. 30a),
  - fryzjer
- 2006: Ōban Star Racers –
  - Kross (odc. 14, 16–21, 23–24),
  - Sul (odc. 14, 19-20),
  - Komentator pokazów (odc. 16),
  - Lektor tytułu odcinka (odc. 17),
  - Prezydent (odc. 18),
  - Jeden ze Stwórców (odc. 22)
- 2006: Fantastyczna Czwórka –
  - Najwyższy (odc. 1, 23),
  - Agent Pratt (odc. 4),
  - Attuma (odc. 20)
- 2006: Galactik Football –
  - Sinedd (odc. 11–26, 53–78),
  - D’Jado,
  - Madox (odc. 11–32)
- 2006: Monster Warriors –
  - kapitan Holswade (odc. 1, 10, 21),
  - funkcjonariusz SWAT #2 (odc. 3),
  - Ed – kierowca pociągu 61 (odc. 5),
  - Charlie (odc. 12),
  - Milt Morrison (odc. 24),
  - pan Plant (odc. 25-26)
- 2005: Amerykański smok Jake Long – Czarny Smok
- 2005: Power Rangers S.P.D. –
  - Blue Head,
  - Orange Head,
  - różne głosy
- 2005–2008: Ben 10 –
  - Inferno,
  - Hoverboard (odc. 5),
  - Ochroniarz w hotelu (odc. 7),
  - Drągal (odc. 9, 25),
  - Ratownik (odc. 11),
  - Diamentogłowy (odc. 13),
  - Jeden z więźniów (odc. 37),
  - Gaterboy (odc. 45)
- 2005: Zathura – Kosmiczna przygoda – Robot
- 2005: Transformerzy: Cybertron – Optimus Prime
- 2005: A.T.O.M. Alpha Teens On Machines –
  - Alexander Paine (oprócz odc. 38),
  - Tilian (odc. 27–28, 31–32, 35)
- 2005: Barbie i magia pegaza – Olbrzym
- 2005: Robotboy – Komentator walk robotów
- 2004–2006: Liga Sprawiedliwych bez granic – Zielona Strzała (oprócz odc. 30)
- 2004: Bracia Koala – narrator
- 2004: Dom dla Zmyślonych Przyjaciół pani Foster – Monsieur Oui (odc. 59)
- 2004: Clifford: Wielka przygoda
- 2004: Legenda telewizji
- 2004: Świątynia pierwotnego zła – różne role
- 2003–2005: Kaczor Dodgers
- 2003: El Cid – legenda o mężnym rycerzu – Ordonez
- 2003: Bionicle: Maska światła – Toa Kopaka Nuva
- 2003: Robin Hood: Legenda Sherwood – Mały John
- 2003: Transformerzy: Wojna o Energon – Optimus Prime
- 2003: Wojownicze Żółwie Ninja –
  - Raphael,
  - Griddex (odc. 71),
  - Alternatywny Raphael (odc. 73)
- 2003: O rety! Psoty Dudusia Wesołka – tata Ferdka
- 2002: Barbie jako Roszpunka –
  - Hugo,
  - Złotnik
- 2002: Planeta skarbów
- 2002: Słoń Benjamin
- 2002: Kim Kolwiek – Pilnik
- 2002: Dzika rodzinka – Sloan
- 2002: Śnięty Mikołaj 2 – Śpioch
- 2002: Piotruś Pan: Wielki powrót – Edwart
- 2001–2004: Medabots – Squidguts
- 2001–2004: Liga Sprawiedliwych – Hro Talak
- 2001–2003: Aparatka
- 2001–2003: Gadżet i Gadżetinis – generał
- 2000–2003: X-Men: Ewolucja – Moloch
- 2000: Goofy w college’u
- 2000: Nowe szaty króla
- 2000: Tweety – wielka podróż
- 1999–2003: Nieustraszeni ratownicy
- 1999–2002: Chojrak – tchórzliwy pies – różne głosy
- 1999–2001: Batman przyszłości
- 1999–nadal: SpongeBob Kanciastoporty – Plankton
- 1999: Animaniacy: Życzenie Wakko – różne głosy
- 1999: Babar – król słoni – śpiew piosenki
- 1999: Toy Story 2 – Imperator Zurg
- 1999: Muppety z kosmosu – Prentro
- 1998–2004: Atomówki
- 1998–2001: Histeria – śpiew piosenki
- 1998: Dzielny pies Rusty – szeryf Wilson
- 1998: Świąteczny bunt
- 1998: Książę Egiptu – Aaron
- 1998: Papirus
- 1998: Przygody Kuby Guzika
- 1998: Dziesięcioro przykazań – opowieści dla dzieci
- 1998–1999: Srebrny Surfer – różne głosy
- 1998: Teknoman – Sabre / Cain Carter
- 1998–1999: Tajne akta Psiej Agencji – VonRabi
- 1998–1999: Nowe przygody rodziny Addamsów – Large
- 1997–2004: Johnny Bravo – jeden z zespołu hip-hopowego
- 1997–1998: Dzielne żółwie: Następna mutacja – Dragon Lord
- 1997: Byli sobie odkrywcy (pierwsza wersja dubbingowa) – Wredniak
- 1996–2003: Laboratorium Dextera – Minotaur, który poprosił Walhalema o autograf (epizod)
- 1996–1997: Prawdziwe przygody Jonny’ego Questa
- 1996–1999: Wojny potworów – Optimus Naczelny
- 1996: Ucieczka
- 1996: Byli sobie odkrywcy
- 1996: Kosmiczny mecz – jeden z kosmitów po transformacji
- 1995–1998: Timon i Pumba – Gwint (odcinki 1–47)
- 1995–1998: Pinky i Mózg – Mózg
- 1995–1998: Gęsia skórka (pierwsza wersja dubbingowa) –
  - R.L. Stine,
  - zabawkowa dynia (odc. 1),
  - Anthony (odc. 3),
  - pan Dark (odc. 4),
  - pan Boyd (odc. 11),
  - właściciel przeklętego aparatu fotograficznego (odc. 15),
  - ojciec Setha (odc. 49)
- 1995–1997: Co za kreskówka!
- 1995–1996: Maska – Serfer
- 1995: Jeszcze bardziej zgryźliwi tetrycy
- 1995: Hutch Miodowe Serce
- 1995: Carrotblanca – generał Pandemonium (Yosemite Sam)
- 1995: Księżniczka Tenko
- 1994: Asterix podbija Amerykę –
  - Tenautomatix,
  - Kapitan statku
- 1994–1998: Spider-Man (druga wersja dubbingowa) –
  - Joseph „Robbie” Robertson,
  - Dormammu,
  - pilot oddziałów specjalnych#2 (odc. 9),
  - prezenter telewizyjny (odc. 9),
  - prezenter telewizyjny (odc. 11),
  - policjant ścigający zamaskowanych złodziei#1 (odc. 19),
  - policjant w szpitalu (odc. 19),
  - wąsaty odkrywca Tablicy Czasu (odc. 24),
  - policjant (odc. 24),
  - podwładny Silvermane’a (odc. 25),
  - ochroniarz (odc. 26),
  - pilot helikoptera (odc. 27),
  - członek Centrum Ponownego Odrodzenia (odc. 28),
  - policjant (odc. 29),
  - policjant przed kinem (odc. 30),
  - ochroniarz w odlewni Willington (odc. 30),
  - Gidgit (odc. 30),
  - pilot Kingpina (odc. 31),
  - strażnik banku (odc. 32),
  - prezenter telewizyjny (odc. 32),
  - pilot helikoptera (odc. 33),
  - zbir Richarda Fiska (odc. 33),
  - żołnierz Kingpina#2 (odc. 33),
  - pilot modelu poszukującego (odc. 35),
  - zaatakowany mężczyzna w parku (odc. 45),
  - członek ekspedycji (odc. 47),
  - strażnik więzienny#1 (odc. 50),
  - Gecko (odc. 51),
  - mężczyzna w zaułku (odc. 52),
  - prezenter telewizyjny (odc. 58)
- 1994–1996: Fantastyczna Czwórka – Obserwator
- 1994–1996: Iron Man: Obrońca dobra
- 1994: Aladyn: Powrót Dżafara – Dżafar (śpiew)
- 1994: Patrol Jin Jina – Skoczek
- 1994: Księżniczka łabędzi (pierwsza wersja dubbingowa) – Szybki
- 1993–1998: Animaniacy – Mózg
- 1993–1996: Nowe przygody Kapitana Planety
- 1993–1995: Dwa głupie psy – Duży pies
- 1993–1994: Droopy, superdetektyw
- 1993: Holly-rockowa kołysanka
- 1993: Huckleberry Finn
- 1993: Uwolnić orkę − Randolph Johnson
- 1992–1998: Batman
- 1992–1997: Kot Ik! – Doc
- 1992: W 80 marzeń dookoła świata
- 1992: Piotruś w krainie czarów, czyli podróż fantastyczna – Księżycowy Drwal
- 1991–1992: Eerie, Indiana
- 1990–1993: Szczenięce lata Toma i Jerry’ego –
  - wódz plemienia Catawanpus (odc. 27c),
  - plażowicz (odc. 32b),
  - byk (odc. 39c),
  - Yeti (odc. 40c),
  - Darwin (odc. 41b),
  - narrator (odc. 45c, 51b, 54c),
  - olbrzym (odc. 46b),
  - czytający nagłówki gazet (odc. 54b),
  - wieśniak (odc. 60a),
  - Odrażający John (odc. 61a),
  - jeden z Kotfieldów (odc. 62b),
  - pies Bandzior (odc. 64c),
  - głos w reklamie (odc. 65a)
- 1990: Pinokio
- 1990: Piotruś Pan i piraci – Dzielna Pantera
- 1989–1992: Chip i Dale: Brygada RR –
  - gąbka morska (odc. 8),
  - jeden z dziennikarzy (odc. 15),
  - jeden z nietoperzy wynajętych przez Spaślaka (odc. 15),
  - niedźwiedź z zoo, w którym kradziono orzeszki ziemne (odc. 18)
- 1988–1989: Nowy Show Misia Yogi – Ruby Roo
- 1988: Judy Jetson i rockersi
- 1988: Oliver i spółka – Landryn
- 1987: Jetsonowie spotykają Flintstonów –
  - Iggy Piaskowiec,
  - potomek Iggy’ego Piaskowca z przyszłości,
  - świniozaur,
  - dinozaur-kosiarka
- 1986–1988: Dennis Rozrabiaka
- 1986: Amerykańska opowieść (pierwsza wersja dubbingowa) – wykonanie piosenek
- 1985–1988: M.A.S.K.
- 1985–1988: Troskliwe misie – Dzielny Lew (odc. 31–49)
- 1985: 13 demonów Scooby Doo
- 1982: Tajemnica IZBY
- 1981–1982: Heathcliff i Marmaduke
- 1980: Mały rycerz El Cid
- 1979–1980: Scooby i Scrappy Doo (druga wersja dubbingowa) –
  - kapitan jachtu (odc. 5),
  - pan Husai (odc. 7),
  - profesor (odc. 8)
- 1977: Przygody Kubusia Puchatka – Chór
- 1974: Kubuś Puchatek i rozbrykany Tygrys – Chór
- 1972–1973: Nowy Scooby Doo –
  - brązowowłosy muzyk (odc. 4),
  - Ben Bing (odc. 14),
  - Dick Van Dyke (odc. 24)
- 1971: Pomocy! To banda Kudłacza – Głup
- 1969–1971: Dastardly i Muttley (druga wersja dubbingowa) –
  - narrator,
  - generał
- 1968–1969: Odlotowe wyścigi –
  - Red Max,
  - Sierżant
- 1968: Wiatrodzień Kubusia Puchatka – Chór
- 1967: Asterix Gall – Abrarakurix
- 1966: Kubuś Puchatek i miododajne drzewo – Chór
- 1966: Człowiek zwany Flintstonem – Bobo
- 1964: Miś Yogi: Jak się macie – Misia znacie? (druga wersja dubbingowa)
- 1960–1966: Flintstonowie (trzecia wersja dubbingowa)